# Heterosmilax micrandra
Heterosmilax micrandra är en enhjärtbladig växtart som beskrevs av Tetsuo Michael Koyama. Heterosmilax micrandra ingår i släktet Heterosmilax och familjen Smilacaceae. Inga underarter finns listade.